# Związek gmin Nördlicher Kaiserstuhl
Związek gmin Nördlicher Kaiserstuhl – związek gmin (niem. Gemeindeverwaltungsverband) w Niemczech, w kraju związkowym Badenia-Wirtembergia, w rejencji Fryburg, w regionie Südlicher Oberrhein, w powiecie Emmendingen. Siedziba związku znajduje się w mieście Endingen am Kaiserstuhl, przewodniczącym jego jest Hans-Joachim Schwarz.
Związek zrzesza jedno miasto i pięć gmin:
- Bahlingen am Kaiserstuhl, 3 964 mieszkańców, 12,66 km²
- Endingen am Kaiserstuhl, miasto, 9 104 mieszkańców, 26,72 km²
- Forchheim, 1 227 mieszkańców, 10,78 km²
- Riegel am Kaiserstuhl, 3 645 mieszkańców, 18,34 km²
- Sasbach am Kaiserstuhl, 3 377 mieszkańców, 20,78 km²
- Wyhl am Kaiserstuhl, 3 612 mieszkańców, 16,95 km²